# Seabird (Western Australia)
Seabird ist ein Ort in der Wheatbelt Region im australischen Bundesstaat Western Australia. 2016 hatte der Ort 78 Einwohner.

## Geographie
Seabird liegt an der Westküste Australiens im Gingin Shire. Der Ort hat etwa 3,7 Kilometer Küstenlinie am Indischen Ozean mit einem ca. 40 Meter breiten Sandstrand. Seabird grenzt im Norden an Breton Bay und im Osten und Süden an Gabbadah. Im Ort liegt der Frank Douglas Park.